# Stanisław Antoni Łopacki
Stanisław Antoni Łopacki (ur. ok. 1660 w Krakowie, zm. listopad 1738 tamże) – polski lekarz, profesor i wielokrotny dziekan Wydziału Lekarskiego Akademii Krakowskiej, rajca krakowski.

## Życiorys
Był synem Jacka Łopackiego i Elżbiety z domu Winkler, bratem przyrodnim Jacka Augustyna. Urodził się około 1660 roku w Krakowie.  
Studiował na Akademii Krakowskiej, w 1682 roku został bakałarzem. Gdy w następnym roku Jan III Sobieski gościł w Krakowie, w drodze powrotnej po odsieczy wiedeńskiej, Łopacki wygłosił przed monarchą panegiryk na jego cześć. W 1684 roku został doktorem filozofii. Następnie wyjechał do Padwy, gdzie dzięki pieniądzom ojca na tamtejszym uniwersytecie podjął studia medyczne. Zakończył je 16 kwietnia 1689 roku, uzyskując doktorat, jego promotorem był Aleksander Borrhomeus. Nie opuścił Padwy od razu i dwukrotnie wybierano go na konsyliarza nacji polskiej – za pierwszym razem 21 lipca 1698 roku (już 20 sierpnia zrezygnował z funkcji, ponieważ wyjechał na pewien czas do Rzymu), po raz drugi 20 lutego 1690 roku (godności zrzekł się 5 listopada, z racji powrotu do Krakowa).
Przedłożył na Wydziale Lekarskim Akademii Krakowskiej rozprawę Questio medica de ophtalmia. Po dyspucie, która miała miejsce 18 września 1691 roku, przyjęto go na wydział 15 grudnia i jeszcze tego samego dnia został wybrany na jego dziekana. Szybka inkorporacja była możliwa dzięki wpływom ojca, natomiast w późniejszych latach samą rozprawę nisko ocenili Andrzej Badurski i Władysław Henryk Malinowski. Łopacki objął katedrę botaniki i simplicjów, ufundowaną przez Jana Zemełkę. Z powodu braku słuchaczy wykładał jednak nieregularnie. W 1701 i 1702 roku w zastępstwie swojego ojca prowadził wykłady z anatomii, które przejął po jego śmierci. Godność dziekana pełnił jeszcze wielokrotnie. Za jednej z jego kadencji (1724) na nowo spisano i zreformowano ustawy wydziału, jednak prawdopodobnie nie stało się to z jego inicjatywy czy inspiracji, bowiem wcześniej takie pomysły zgłaszał Jan Zajączkowicz.
Jacek Łopacki podjął starania, by zapewnić mu miejsce w krakowskiej rady miejskiej jeszcze za swego życia, co było niezgodne z prawem. Łopaccy pozyskali jednak poparcie Jana III Sobieskiego, który pismem z 3 maja 1691 roku zezwolił na wybór Stanisława. Pozostali rajcy byli niechętni takim zabiegom i utrudniali mu wejście do rady. Podczas obrad 8 stycznia 1694 roku sprzeciwili się obiorowi młodego Łopackiego na miejsce zmarłego Stanisława Wosińskiego. Ostatecznie został rajcą 31 marca 1696 roku, po śmierci Kazimierza Bonifacego Cantellego. Na forum rady nie odgrywał jednak większej roli.
Brał udział w uroczystościach koronacyjnych Augusta II – 12 września 1696 roku wygłosił mowę powitalną w Bramie Floriańskiej, zaś następnego dnia jako burmistrz, po krótkiej przemowie, przekazał monarsze klucze do miasta i księgę przywilejów miejskich na znak wierności. Od 13 grudnia 1700 roku przez pewien czas pełnił funkcję prowizora szpitala św. Rocha. Kiedy w 1707 roku w mieście wybuchła epidemia, Łopacki wyjechał do Niepołomic. Postąpił jak większość rajców i tak jak oni, pomimo wezwań, nie śpieszył się z powrotem. W Krakowie pojawił się ostatecznie po zupełnym wygaśnięciu zarazy. Był obecny na wyborach burmistrzów 12 stycznia 1710 roku.
Po latach, podczas uroczystego wjazdu Augusta III i Marii Józefy do Krakowa 20 grudnia 1734 roku, wygłosił mowę skierowaną do monarszej pary przy kościele św. Floriana.
W swojej karierze szedł drogą podobną do ojca, który często mu pomagał, także przy zawarciu korzystnego mariażu. Sam niechętnie jednak podchodził do ojcowskiego drugiego małżeństwa, o czym świadczą zapisy z testamentu Jacka Łopackiego. Stanisław Antoni Łopacki zmarł w listopadzie 1738 roku w rodzinnym mieście.
9 lutego 1692 roku poślubił Urszulę Karmichelównę, córkę Reginy i nieżyjącego już Jakuba Karmichela. Małżeństwo doczekało się dwóch synów i czterech córek.